# 興和路
兴和路，元朝时设置的路。
元仁宗皇庆元年（1312年）改隆兴路为兴和路。治所在高原县（今河北省张北县）。辖境相当今河北省张北、怀安县，山西省天镇县和内蒙古自治区集宁区、太仆寺旗之间。下辖宝昌州、高原县、怀安县、威宁县、天成县等州县。明朝洪武年间，改为兴和府。后改为兴和守御千户所，与开平并立。永乐二十年（1422年），蒙古阿鲁台攻陷，兴和迁到宣府。
清朝废除。順治初年，改為張家口路，隸宣府鎮。康熙年間，置縣丞。雍正二年，改理事廳。雍正十年，與俄羅斯議定恰克圖條約為孔道。光緒二十八年，劃地五百萬方尺為租界。